# يورغن نيلسن
يورغن نيلسن (بالدنماركية: Jørgen Nielsen)‏ (6 مايو 1971 في الدنمارك - ) هو مدرب كرة قدم ولاعب كرة قدم دانمركي في مركز حراسة المرمى. لعب مع فيدوفري ونادي ليفربول ونادي نايستفيد ونادي نوردشيلاند ونادي هيليراب ووولفرهامبتون واندررز ونادي إيكست ‏ وØlstykke FC ‏ وبولدكلوبن فرم.

## وصلات خارجية
- يورغن نيلسن على موقع الاتحاد الأوربي (الإنجليزية)
- يورغن نيلسن على موقع قاعدة بيانات كرة القدم.إي يو (الإنجليزية)
- يورغن نيلسن على موقع عالم كرة القدم.نت (الإنجليزية)